# Internazionali Femminili di Palermo 2021 - Qualificazioni singolare
Le qualificazioni del singolare degli Internazionali Femminili di Palermo si sono disputate nelle giornate di sabato 17 e domenica 18 giugno 2021. Sono state un torneo di tennis preliminare per accedere alla fase finale della manifestazione. Le vincitrici dell'ultimo turno sono entrate di diritto nel tabellone principale. In caso di ritiro di una o più giocatrici aventi diritto, a questi sono subentrati i Lucky loser, ossia le giocatrici che hanno perso nell'ultimo turno ma che avevano una classifica più alta rispetto alle altre partecipanti che avevano comunque perso nel turno finale.

## Teste di serie
1. Elena-Gabriela Ruse
2. Qinwen Zheng
3. Despina Papamichail
4. Martina Di Giuseppe

1. Katharina Gerlach
2. Samantha Murray
3. Marina Bassols
4. Camilla Rosatello

### Qualificate
1. Elena-Gabriela Ruse
2. Qinwen Zheng

1. Katharina Gerlach
2. Marina Bassols

## Tabellone

### Legenda
| - Q = Qualificato - WC = Wild card - LL = Lucky loser | - ALT = Alternate - SE = Special Exempt - PR = Protected Ranking | - w/o = Walkover - r = Ritirato - d = Squalificato |

### Sezione 1
|  | Primo turno | Primo turno         | Primo turno         | Primo turno | Primo turno |  |  | Ultimo turno | Ultimo turno        | Ultimo turno        | Ultimo turno | Ultimo turno |  |
|  |             |                     |                     |             |             |  |  |              |                     |                     |              |              |  |
|  | 1           | Elena-Gabriela Ruse | Elena-Gabriela Ruse | 6           | 6           |  |  |              |                     |                     |              |              |  |
|  |             | Jasmin Jebawy       | Jasmin Jebawy       | 1           | 3           |  |  | 1            | Elena-Gabriela Ruse | Elena-Gabriela Ruse | 6            | 6            |  |
|  |             | Victoria Duval      | 4                   | 6           | 5           |  |  | 8            | Camilla Rosatello   | Camilla Rosatello   | 1            | 0            |  |
|  | 8           | Camilla Rosatello   | 6                   | 4           | 7           |  |  |              |                     |                     |              |              |  |

### Sezione 2
|  | Primo turno | Primo turno     | Primo turno    | Primo turno | Primo turno |  |  | Ultimo turno | Ultimo turno  | Ultimo turno  | Ultimo turno | Ultimo turno |  |
|  |             |                 |                |             |             |  |  |              |               |               |              |              |  |
|  | 2           | Qinwen Zheng    | Qinwen Zheng   | 6           | 6           |  |  |              |               |               |              |              |  |
|  |             | Louisa Chirico  | Louisa Chirico | 2           | 0           |  |  | 2            | Qinwen Zheng  | Qinwen Zheng  | 6            | 6            |  |
|  | WC          | Melania Delai   | 2              | 6           | 6           |  |  | WC           | Melania Delai | Melania Delai | 2            | 1            |  |
|  | 6           | Samantha Murray | 6              | 3           | 2           |  |  |              |               |               |              |              |  |

### Sezione 3
|  | Primo turno | Primo turno         | Primo turno       | Primo turno | Primo turno |  |  | Ultimo turno | Ultimo turno        | Ultimo turno | Ultimo turno | Ultimo turno |  |
|  |             |                     |                   |             |             |  |  |              |                     |              |              |              |  |
|  | 3           | Despina Papamichail | 3                 | 7           | 6           |  |  |              |                     |              |              |              |  |
|  |             | Dalila Spiteri      | 6                 | 5           | 2           |  |  | 3            | Despina Papamichail | 4            | 6            | 5            |  |
|  |             | Lisa Pigato         | Lisa Pigato       | 5           | 6           |  |  | 5            | Katharina Gerlach   | 6            | 2            | 7            |  |
|  | 5           | Katharina Gerlach   | Katharina Gerlach | 7           | 7           |  |  |              |                     |              |              |              |  |

### Sezione 4
|  | Primo turno | Primo turno         | Primo turno         | Primo turno | Primo turno |  |  | Ultimo turno | Ultimo turno        | Ultimo turno        | Ultimo turno | Ultimo turno |  |
|  |             |                     |                     |             |             |  |  |              |                     |                     |              |              |  |
|  | 4           | Martina Di Giuseppe | Martina Di Giuseppe | 6           | 6           |  |  |              |                     |                     |              |              |  |
|  |             | Quinn Gleason       | Quinn Gleason       | 1           | 3           |  |  | 4            | Martina Di Giuseppe | Martina Di Giuseppe | 6            | 6            |  |
|  | WC          | Federica Bilardo    | Federica Bilardo    | 0           | 1           |  |  | 7            | Marina Bassols      | Marina Bassols      | 7            | 7            |  |
|  | 7           | Marina Bassols      | Marina Bassols      | 6           | 6           |  |  |              |                     |                     |              |              |  |